# Tarana Burke
Tarana Burke (Nueva York, 12 de septiembre de 1973) es una activista por los derechos civiles estadounidense, reconocida por haber fundado el movimiento social Me Too. En 2006, Burke comenzó a utilizar la frase "Me Too" (que se traduce como "Yo también") en las redes sociales para hacer conciencia sobre la omnipresencia del abuso y la agresión sexual en la sociedad. En 2017, el hashtag #MeToo se hizo viral cuando muchas mujeres empezaron a usarlo para tuitear sobre el escándalo de los casos de abuso sexual contra Harvey Weinstein. La frase y el hashtag se convirtieron rápidamente en un movimiento de base amplia y eventualmente internacional.
Time escogió a Burke y a su movimiento como la persona del año en 2017. Actualmente, Burke es la directora de la organización Girls for Gender Equity en Brooklyn.

## Primeros años y estudios
Burke nació y creció en el Bronx, Nueva York. Su familia era de clase trabajadora de bajos ingresos en un proyecto de vivienda y fue violada y asaltada sexualmente cuando era niña y adolescente. Su madre apoyó su recuperación y la animó a involucrarse en la comunidad. En su biografía, Burke afirma que estas experiencias la inspiraron a trabajar para mejorar la vida de las jóvenes que pasan por abuso o agresión sexual. Burke asistió a la Universidad Estatal de Alabama y más tarde a la Universidad de Auburn. Durante su estancia allí, organizó conferencias de prensa y protestas sobre la justicia económica y racial.

## Carrera
Activista desde 1989, Tarana Burke se trasladó a Selma, Alabama a finales de los años 1990 después de obtener su graduación. Luego de trabajar con sobrevivientes de violencia sexual, Burke desarrolló la organización sin fines de lucro "Just Be" en 2003, un programa sólo para jóvenes negras entre doce y dieciocho años. En 2006 fundó el movimiento "Me Too" y comenzó a utilizar esa frase para concienciar sobre la omnipresencia del abuso y la agresión sexual en la sociedad.
En 2008 se trasladó a Filadelfia y trabajó en Art Sanctuary Philadelphia y otras organizaciones sin fines de lucro. Fue asesora de la película de Hollywood Selma de 2014, basada en el hecho histórico conocido como Domingo sangriento.
La frase "Me Too" derivó en un movimiento más amplio después de su uso como hashtag en 2017 tras los casos de abuso sexual contra Harvey Weinstein. El 15 de octubre de 2017, Burke fue notificada de que el hashtag estaba siendo utilizado en línea, por lo que decidió dar forma al movimiento sobre el "empoderamiento de la empatía". Time nombró a Burke, entre un grupo de otras prominentes activistas femeninas, como la Persona del Año de 2017.
En 2018 asistió a la 75.ª edición de los Premios Globo de Oro como invitada de la actriz estadounidense Michelle Williams. Recibió el Premio Ridenhour al Valor en 2018, el cual se otorga a las personas que demuestran una defensa valiente del interés público y un compromiso apasionado con la justicia social, por haber popularizado la frase "Me Too" como una forma de empatizar con las sobrevivientes de agresiones sexuales en la última década. Burke es actualmente la directora de la organización benéfica Girls for Gender Equity, en la que organiza talleres para ayudar a mejorar las políticas en las escuelas, los lugares de trabajo y los lugares de culto, y se centra en ayudar a las víctimas a no culparse por la violencia sexual. Además, asiste a eventos de oratoria en todo el país.

## Premios y reconocimientos
- 2017: Persona del año de Time
- 2018: Premio Ridenhour al Valor
- 2018: Premio Catalyst de SheKnows Media
- 2019: Premio Trailblazer